# Papa Roach
Papa Roach je rock sastav iz Vacaville, Kalifornija. Probili su se u mainstream s njihovim tri puta platinum major-label debut albumom Infest (2000.). Sastav se složio da nastavi s izdavanjem debi albuma Lovehatetragedy (2002.) i Getting Away With Murder (2004.). Četvrti najbolje prodavani album sastava, The Paramour Sessions je pušten u prodaju 12. rujna 2006. godine.

## Povijest sastava
Formiranje sastava počelo je u siječnju 1993. god. kada su se Jacoby Shaddix (vokal) i Dave Buckner (bubnjevi) sreli na nogometnom igralištu srednje škole Vacaville gdje su počeli pričati o glazbi. Kasnije im se pridružio basist Mark Rabinovich i Dr. Zorg (tromboni) i tako je kompletiran prvi Papa Roach. Odlučili su sudjelovati na školskom talent showu, gdje su izvodili pjesmu Jimi Hendrix's  „Fire“ u drugačijoj verziji. Ipak, nisu pobijedili. Sastav dobiva ime po djedu očuhu Jacoby Shaddixa čiji je nadimak bio Papa Roach. Ben Luther je zamijenjen s Jerryjem Hortonom (gitara). Jerry se upozanao sa sastavom pomoću svoje djevojke koja je bila njihov veliki fan. U to vrijeme sastav je vježbao u Bucknerovoj garaži sa željom da budu što bolji. Kasnije na mjesto basista dolazi Tobin Esperance.

## Članovi sastava
Sadašnji:
- Jacoby Shaddix – glavni vokal
- Jerry Horton – guitar, prateći vokal
- Tobin Esperance – bass guitar, prateći vokal
- Tony Palermo – bubnjevi

Prijašnji:
- Andrew Saturley – zamijenjen s Jerry Hortonom u 1993, dok se sastav formirao
- Will James – basist – bio na prvom albumu sa sastavom
- Ryan Brown – bubnjar koji je zamijenio Dave Bucknera na snimanju Potatoes for Christmas
- Mike Doherty – drugi gitarist za vrijeme Lovehatetragedy turneje 2002.

## Diskografija
- Old Friends from Young Years (1997.)
- Infest (2000.)
- Lovehatetragedy (2002.)
- Getting Away with Murder (2004.)
- The Paramour Sessions (2006.)
- Metamorphosis (2009.)
- The Connection (2012.)
- F.E.A.R. (2015.)
- Crooked Teeth (2017.)
- Who Do You Trust? (2019.)

## Vanjske poveznice
- Službene stranice
- Geffen Records